# Jean-Jérémie Brackenhoffer
Pour les articles homonymes, voir Brackenhoffer.
Jean-Jérémie Brackenhoffer, né le 9 juillet 1723 à Strasbourg et mort dans la même ville le 31 août 1789, est un professeur de mathématiques de l'université de Strasbourg, également chanoine, puis doyen du chapitre de Saint-Thomas.

## Biographie
Issu d'une ancienne famille de Strasbourg, il fréquente le gymnase protestant à partir de 1729, puis l'université à partir de 1737. En 1746 il est nommé professeur à la Haute École et à l'École d'Artillerie – deux fonctions qu'il conserve jusqu'à sa mort. En 1747 le grade de docteur en Philosophie lui est décerné.
Jean-Jérémie Brackenhoffer possédait d'importantes propriétés foncières dans plusieurs localités du Kochersberg.

## Œuvres
- Programma ad orationem inauguralem, qua... Joh. Philippus Beyckert Novi Templi pastor et adhuc in hac Academia pœseos prof. p.o.... recens ei collatum officium professoris s.s. theologiae...1753 ritu solenni auspicabitur invitans, 1753
- Programma in exequiis .. Joh. Jacobo Schatzio ... Gymnasiarchae ... classis selectae Praecept. ordin ... Biblioth. publ. Bibliothecario perpetuo Agentorati ... 1760 defuncto ibidem ... solenni ritu celebratis, 1760
- Programma in exequiis Joh. Leonhardo Frœreisenio s. s. theol. Doct. et Prof. Publ. Ord. ... conventus eccles. praesidi ... Argentorati ... 1761... defuncto ibidem... solenni ritu celebratis, 1761
- De duobus sceptris argenteis Academiae Argentinensis, 1771

## Hommages
En 1789 Joseph Meiling (Melling ?) peignit son portrait en médaillon, tenu par une femme et quatre putti et portant l'inscription latine « JOH. IEREMIAS BRACKENHOFER MATHESEOS PROF. PUB. MDCCLXXXIX ». Le tableau est placé au centre d'un triptyque qui met également en scène Jean Frédéric Frid (1708-1794), professeur de droit et de philosophie, et Jean Chrétien Treitlinger, jurisconsulte, professeur de droit, également chanoine au chapitre de Saint-Thomas. Il est aujourd'hui visible dans une salle du Chapitre.